# Porfirij Chopow
Porfirij Makarowicz Chopow (ros. Порфирий Макарович Хопов, ur. 1903 w guberni saratowskiej, zm. ?) – radziecki polityk.

## Życiorys
Członek RKP(b), 1925-1929 przewodniczący rady wiejskiej, 1929-1931 funkcjonariusz partyjny. 1931-1936 studiował w Saratowskim Instytucie Mechanicznym, 1936-1939 inżynier w stanicy maszynowo-traktorowej, główny inżynier trustu Sielchoztrans, kierownik działu fabrycznego, od września 1939 ponownie funkcjonariusz partyjny, sekretarz Stalińskiego Komitetu Rejonowego WKP(b) w Kujbyszewie (obecnie Samara). Do 1941 sekretarz Komitetu Miejskiego WKP(b) w Kujbyszewie, od kwietnia 1941 do października 1942 sekretarz Kujbyszewskiego Komitetu Obwodowego WKP(b) ds. Budowy Maszyn Przemysłowych, od 14 stycznia 1943 do 27 czerwca 1944 przewodniczący Komitetu Wykonawczego Kujbyszewskiej Rady Obwodowej. W latach 50. był dyrektorem fabryki nr 115 w Charkowie.